# Radnice v Třeboni
Budova radnice centrální části města Třeboň se nachází na Masarykově náměstí a je jeho dominantou. Má nápadnou věž o výšce 31 m. Věž je doplněna hodinami, má cibulovou střechu a ochoz.

## Historie
Radnice byla postavena v roce 1566 na místě dvou vyhořelých domů, které byly zničeny během požáru v roce 1562. Výstavba radnice byla iniciována na základě touhy místních po reprezentativní budově a zároveň nedostatečně velké té původní. Do té doby se totiž jednání konšelů konalo v měšťanském domu u zámku. Ve stejnou dobu byl dále za radnicí jižním směrem postaven také pivovar. Věž přestavěná v roce 1638 vlašským stavitelem Jakubem Corabellem, je celoročně přístupná veřejnosti.
V roce 1770 získala radnice ev. č. 1 po zavedení domovních čísel v Třeboni. Podloubí radnice bylo původně otevřeno do náměstí třemi polokruhovými arkádami s mohutnými pilíři, kterým nad původně jediným patrem budovy odpovídaly tři štíty. Roku 1638 byla, s přispěním císaře Ferdinanda III, k radnici přistavěna masivní čtyřboká, 31 metrů vysoká čtyřpatrová věž s ochozem, hodinami a cibulovitou střechou (tzv. Ferdinandka). Roku 1742 bylo průčelí budovy ozdobeno freskami s rožmberským, schwarzenberským a městským znakem. Přestavba v 1638 proběhla jako následek požáru z roku 1618. 
V červenci 1781 radnice vyhořela spolu s většinou města. Trvalo však několik desítek let, než se město odhodlalo k finančně nákladné opravě stavby. Úpravy nakonec proběhly v období let 1808–1812. Nejprve byly upraveny původně zničené místnosti, aby bylo možné obnovit práci městských úředníků. O čtyři roky později byly položeny nové krovy a obnovena střecha. Přestavba ale pokračovala i později. Protože byla ohrožena statika budovy, byly odstraněny renesanční prvky stavby. Odstraněna byla např. původní atika. Od roku 1819 je budova dvoupodlažní, o pěti okenních osách. V pravém nároží stoupá lehce nad římsu drobná polygonální zvonička, levou stranu krášlí radniční věž. Průčelí budovy je zdobeno freskami s rožmberským, schwarzenberským a městským znakem. 
V budově se dochovala rovněž kamenná nádoba o objemu 99 l (staročeský korec) s datem 1556.
V novodobé historii radnice sloužila částečně také pro potřeby městského úřadu.
V radniční budově se nachází Divadlo J. K. Tyla, kde vystupovala a vystupuje řada významných umělců, Muzeum a Galerie Třeboň, kino a informační centrum. Budova již neslouží svému původnímu účelu, neboť městský úřad i zastupitelstvo sídlí od roku 2010 v budově bývalých kasáren. Kromě toho v budově radnice existuje výstavní síň. V těsné blízkosti můžeme nalézt i nové zrekonstruované kulturní centrum Beseda, kde se nachází pasáž s kavárnou, společenský sál, restaurace, vinárna a rockový klub. Tato budova je součástí komplexu historických budov, které jsou vzájemně propojeny. Součástí tohoto dnešního komplexu je stará radnice, kino, divadlo a výstavní sál. Vpravo vedle hlavní věže, ve výši 1. patra, se nalézá původní pamětní deska se jmény padlých třeboňských Masarykových legionářů.